# Illés János (operatőr)
Illés János (Budapest, 1940. február 9. – 2009. június 4.) Balázs Béla-díjas magyar operatőr.

## Életpályája
1969-1973 között végzett a Színház- és Filmművészeti Főiskola operatőr szakán. 1973-tól haláláig a Magyar Televíziónál dolgozott.
Dokumentumfilmek, TV-filmek, elektronikus tévéjátékok, mozifilmek operatőre volt.

## Filmjei
- A válogatás (1970)
- A kis nyelvmester (1973)
- Gőzfürdő (1973)
- Halál után 5 perccel (1973)
- Alkohol I-IV. (1973)
- Elveszett paradicsom-töredék (1974)
- A gyilkosok (1974)
- Dunakanyar (1974)
- Mézeshetek (1975)
- Kisember születik (1975)
- Indokínai tájkép háború után (1975)
- Napló – Radnóti Miklós (1975)
- Advent öröme (1975)
- Tantörténet (1976)
- Miért? Avagy a tévések elmentek (1976)
- A vonatok reggel indulnak (1976)
- Magellán (1977)
- Fogságom naplója (1977)
- Fagyöngyök (1977)
- „Akik kimaradtak a szereposztásból” (1977)
- Látástól vakulásig (1978)
- A dicsekvő varga (1979)
- Idegenek (1979)
- A korona aranyból van (1979)
- Apród voltam Mátyás udvarában (1981)
- Zenés TV Színház (1982)
- A tönk meg a széle (1982)
- Pipás Pista és társai (1983)
- Kismaszat és a Gézengúzok (1984)
- Farkascsapda (1986)
- Szarkofág (1987)
- Nyolc évszak (1987)
- Aranyóra (1987)
- A törvény szövedéke (1988)
- Gyökér és vadvirág (1988)
- A nagy varázslat (1989)
- A megközelíthetetlen (1989)
- Birtokos eset (1989)
- Látogató a végtelenből (1989)
- Labdaálmok (1989)
- Fagylalt tölcsér nélkül (1989)
- Julianus barát I-III. (1991)
- Az álommenedzser I-II. (1993)
- Egy tubarózsa (1994)
- New Buda (1995)
- Főtér (1999)